# RS-88

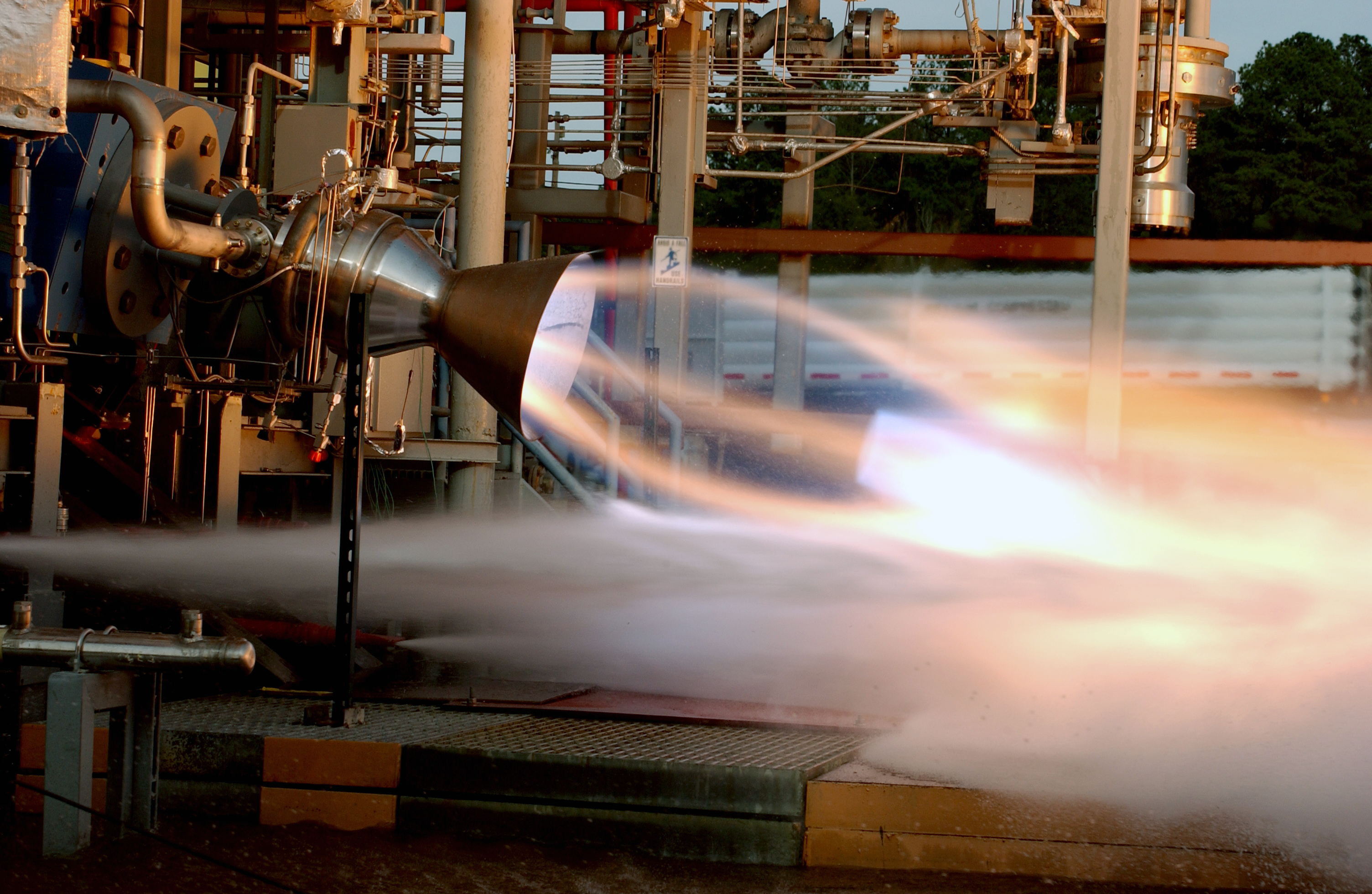
RS-88 w Stennis Space Center

RS-88 to silnik rakietowy wykorzystujący etanol jako paliwo oraz ciekły tlen jako utleniacz. Został on zaprojektowany i zbudowany przez firmę Rocketdyne dla programu NASA Bantam System Technology.
NASA przetestowała RS-88 14 razy w listopadzie i grudniu 2003 roku. Silnik działał pomyślnie przez 55 sekund oraz okazał się zdolny do wytworzenia 220kN ciągu na poziomie morza.
W systemie ucieczki statku kosmicznego Starliner stosowana jest hipergolowa pochodna silnika RS-88, która może osiągnąć ciąg 176,6 kN.

## Bantam System Technology
Projekt Bantam System Technology, był częścią inicjatywy Low Cost Technologies, która miała połączyć NASA oraz jej partnerów biznesowych w celu zbadania i zademonstrowania technologii, która miałaby zostać wykorzystana w tanim systemie startowym. Pierwszy lot demonstracyjny programu Bantam System Technology miał zostać zaplanowany na końcówkę 1999 roku.
Silnik RS-88 został zaprojektowany przez firmę Rocketdyne w ramach programu NASA Bantam System Technology

## Boeing Starliner

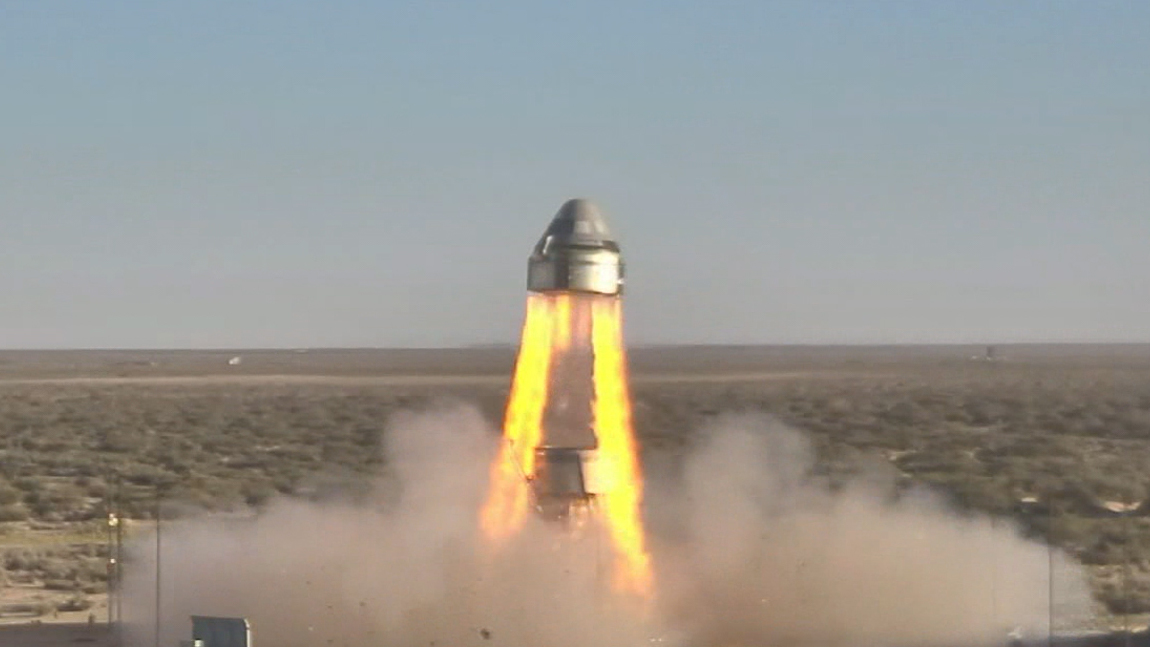
Cztery silniki RS-88 podczas testu statku Starliner

System ucieczki statku kosmicznego Boeing Starliner wykorzystuje hipergolową pochodną silnika RS-88 zwaną silnikiem Launch Abort Engine.